# Ludwig Mond

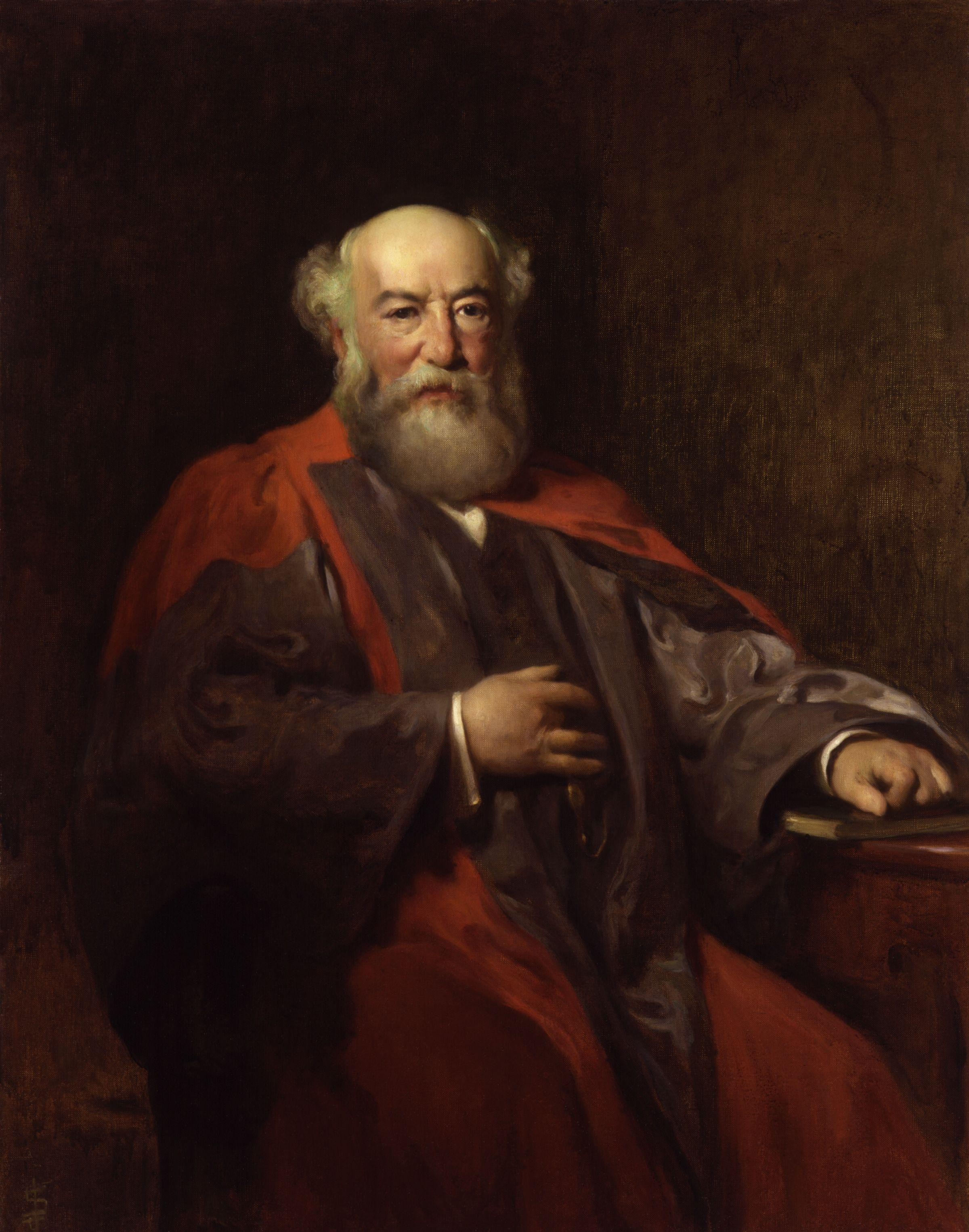
Ludwig Mond door Solomon Joseph Solomon (ca. 1909).

Ludwig Mond (Kassel, 7 maart 1839 – Londen, 11 december 1909) was een Duits chemicus en industriemagnaat, die in 1880 tot Brit genaturaliseerd werd.

## Biografie
Mond werd geboren in Kassel in een joodse familie. Nadat hij school had gelopen in zijn geboortestad, studeerde hij chemie aan de Universiteit van Marburg bij Hermann Kolbe en aan de Universiteit van Heidelberg bij Robert Bunsen. Hij behaalde echter nooit de graad van doctor.
Hij werkte vervolgens in een aantal fabrieken in Duitsland en Nederland, waarna hij naar Engeland trok om te werken in de fabriek John Hutchinson & Co in 1862. Mond werkte ook in Utrecht voor de firma P. Smits & de Wolf van 1864 tot 1867. Hierna keerde hij terug naar Engeland, waar hij een partnerschap sloot met John Hutchinson en een methode ontwikkelde om zwavel te onttrekken aan de bijproducten uit het Leblancproces. Dit werd gebruikt om soda te produceren.
In 1872 kwam Mond in contact met de Belgische industrieel Ernest Solvay, die op dat moment een beter proces aan het ontwikkelen was om soda te produceren (het Solvayproces). Het daaropvolgende jaar leerde hij ook John Brunner kennen en samen werkten ze aan een methode om het Solvayproces commercieel te maken. Ze stichtten het bedrijf Brunner Mond & Company in Winnington. Ludwig Mond loste ook nog enkele problemen op die de massaproductie van soda bemoeilijkten en tegen 1880 had hij het hele proces gecommercialiseerd, waardoor zijn bedrijf een van de grootste producenten van soda werd.
In 1889 publiceerden Mond en zijn assistent Carl Langer hun experimenten met een verbeterde versie van de "gasbatterij" van William Grove. Deze brandstofcel (de term is door hen geïntroduceerd) waarvan de elektroden opgebouwd waren uit poreus platina, kon een stroomsterkte realiseren van 2,8-3,5 mA per vierkante centimeter elektrodemateriaal bij een spanning van 0,73 V.
Mond zette zijn onderzoek naar nieuwe chemische processen verder. Hij ontdekte een toe dan toe onbekende chemische stof, nikkeltetracarbonyl (1890), door zuivere nikkel te laten reageren met koolstofmonoxide. Hij stichtte de Mond Nickel Company om deze stof te exploiteren.
Mond was getrouwd met zijn nicht, Frida Löwenthal, en kreeg 2 zonen: Robert en Alfred. Hij stierf in 1909 in Londen.